# 富爾頓鎮區 (愛荷華州韋伯斯特縣)
富爾頓鎮區（英語：Fulton Township）是位於美國愛荷華州韋伯斯特縣的一個行政鎮區。

## 地方資料
根據2010年美國人口普查的數據，富爾頓鎮區的面積為95.61平方千米，當中陸地面積為95.59平方千米，而水域面積為0.02平方千米。當地共有人口351人，而人口密度為每平方千米3.67人。